# Картымский
Картымский — посёлок в Нижнетавдинском районе Тюменской области России. Входит в состав Тавдинского сельского поселения.

## География
Посёлок находится на западе Тюменской области, в пределах юго-западной части Западно-Сибирской низменности, в зоне подтайги, у железнодорожной станции Картымская, на расстоянии примерно 24 километров (по прямой) к юго-востоку от села Нижняя Тавда, административного центра района. Абсолютная высота — 77 метров над уровнем моря.

### Климат
Климат резко континентальный с холодной продолжительной зимой и коротким тёплым летом. Средняя температура воздуха самого холодного месяца (января) — −18,6 °C (абсолютный минимум — −53 °C); самого тёплого месяца (июля) — 17,6 °C (абсолютный максимум — 38 °С). Безморозный период длится в среднем 111 дней. Среднегодовое количество атмосферных осадков составляет 300—400 мм, из которых 70 % выпадает в тёплый период. Продолжительность залегания снежного покрова составляет в среднем 156 дней.

## История
Посёлок возник в 1973 году в связи со строительством железнодорожной станции Картымская на линии Войновка — Тобольск Свердловской железной дороги.

## Население
| 2010 |
| ---- |
| 303  |

### Национальный состав
Согласно результатам переписи 2002 года, в национальной структуре населения русские составляли 49 %, татары — 32 % из 301 чел.